# West End Blues
West End Blues è uno standard jazz composto da Joe "King" Oliver nel 1927 circa. La composizione viene comunemente eseguita come pezzo solo strumentale, anche se possiede un testo scritto da Clarence Williams aggiunto in un secondo momento.
King Oliver & his Dixie Syncopaters effettuarono la prima incisione del brano l'11 giugno 1928 per l'etichetta discografica Brunswick Records. Una prima versione vocale fu registrata da Ethel Waters, ma venne eclissata in popolarità dalla versione strumentale.

## West End, New Orleans
Il termine "West End" del titolo si riferisce all'omonimo paese che sorge sulla riva del lago Pontchartrain a New Orleans, in Louisiana. La località è conosciuta soprattutto per i suoi ristoranti con menù a base di frutti di mare, e per essere una fiorente località di villeggiatura estiva dove durante i fine settimana spesso si svolgono festival di musica dal vivo. Il nome della cittadina deriva dal fatto che West End si trova nel punto più occidentale del lago di Orleans Parish, al confine con Jefferson Parish.

## La versione di Louis Armstrong
La registrazione più celebre di West End Blues è sicuramente quella eseguita da Louis Armstrong and his Hot Five, su 78 giri, nel 1928, considerata uno dei capolavori del jazz degli albori. 
Louis Armstrong suona la tromba (canticchiando brevemente in stile scat un accenno rilassato del tema) sorretto da un gruppo comprendente anche il pianista Earl Hines. Verso la fine del brano, Armstrong suonò un assolo tuttora considerato tra i migliori della storia del jazz.
Nel 1974, questa incisione di Armstrong è stata introdotta nella Grammy Hall of Fame.
Da allora West End Blues è stata incisa da moltissimi artisti, rifacendosi in particolare alla versione di Armstrong. Il critico jazz e storico della musica William Russell commentò a proposito che gli altri trombettisti jazz avrebbero fatto meglio a smettere di cercare di imitare Armstrong; perché anche se i più virtuosi possedessero l'abilità tecnica per duplicare esattamente quanto da lui suonato nota per nota, sfigurerebbero ugualmente se paragonati all'originalità e al sentimento che Armstrong infuse nella canzone.